# Prandota Dzierżek
Prandota Dzierżek herbu Nieczuja – sędzia grodzki lubelski, marszałek sejmiku województwa lubelskiego w 1635 roku, poborca podatków województwa lubelskiego w 1600, 1601, 1603 i 1607 roku.